# Like Nastya
Anastasia Radzinskaya, znana jako Nastya lub Like Nastya (ros. Анастасия Юрьевна Радзинская; ur. 27 stycznia 2014 w Krasnodarze) – rosyjska dziecięca youtuberka. Od drugiego roku życia jest bohaterką filmów dla dzieci w serwisie YouTube. W 2021 roku jej kanał Like Nastya był piątym najbardziej oglądanym kanałem w serwisie. 

## Życiorys
Anastasia Radzinskaya urodziła się w Krasnodarze w południowej Rosji. Po jej urodzeniu, błędnie zdiagnozowano u niej porażenie mózgowe. 
Jej matka Anna Radzinskaya miała w Krasnodarze salon ślubny, który zarabiał około 300 tysięcy rubli rosyjskich miesięcznie. Jej ojciec Sergey Radzinskij miał firmę budowlaną zatrudniającą 20 pracowników.
W 2015 roku rodzice Anastasii sprzedali swoje firmy, a w styczniu 2016 roku założyli kanał Like Nastya na YouTube. Na początku był to kanał, na którym dziewczynka rozpakowywała zabawki, ale później przekształcił się w kanał pokazujący wizyty w parkach rozrywki w różnych krajach. W ciągu pierwszych 7 miesięcy rodzina odwiedziła 6 krajów.
Rodzina wydawała około 1-1,5 miliona rosyjskich rubli miesięcznie, które początkowo były pobierane z oszczędności rodziny, później kanał stał się bardziej dochodowy, zarabiając na programie partnerskim YouTube. Filmy na kanale Like Nastya są dubbingowane na inne języki, takie jak niemiecki, arabski, Bangla, francuski, portugalski, hindi, hiszpański, koreański, wietnamski i indonezyjski.
Z czasem dziewczynka wraz z rodziną przeprowadziła się z Kraju Krasnodarskiego w Rosji do Miami na Florydzie w Stanach Zjednoczonych.

## Kariera YouTube
Rodzice Anastasii podpisali umowę z siecią partnerską Yoola. Filmy są tworzone przez Anastasię, jej rodziców i dwóch montażystów.
Według Forbesa w 2019 roku Anastasia była jednym z najszybciej rozwijających się twórców, stając się trzecim najlepiej zarabiającym YouTuberem na świecie, z szacowanym rocznym dochodem na poziomie 18 milionów dolarów.
Jej kanały czynią ją największym dziecięcym YouTuberem na świecie i najpopularniejszym dziecięcym wideoblogerem na YouTube pod względem łącznej liczby wyświetleń i subskrybentów. Like Nastya jest trzecim co do wielkości dziecięcym YouTuberem na świecie pod względem samych subskrybentów. Jej największy kanał (Like Nastya) jest ósmym najczęściej subskrybowanym kanałem na świecie.